# Xanthopteromyia tegulata
Xanthopteromyia tegulata är en tvåvingeart som beskrevs av Townsend 1926. Xanthopteromyia tegulata ingår i släktet Xanthopteromyia och familjen parasitflugor. Inga underarter finns listade i Catalogue of Life.